# Australian Open
 Australian Open je prvi u nizu Grand Slam turnira. Igra se u siječnju na terenima Melbourne Parka.
Turnir se igra od 1905. godine, a prvotni naziv mu je bio Australian championships. Prvo se igralo na travnatim terenima, ali kada se 1988. godine iz Kooyonga prešlo u Melbourne Park, igra se na tvrdoj podlozi.
Za bogat nagradni fond natječu se igrači u sljedećim kategorijama:
- Tenisači - pojedinačno
- Tenisači - parovi
- Tenisačice - pojedinačno
- Tenisačice - parovi
- Igra mješovitih parova
- Tenisači - pojedinačno (juniori)
- Tenisači - parovi (juniori)
- Tenisačice - pojedinačno (juniorke)
- Tenisačice - parovi (juniorke)

Najviše naslova u muškoj konkurenciji (10) Novak Đoković (2008., 2011. – 2013., 2015., 2016., 2019., 2020., 2021. i 2023.), a u ženskoj konkurenciji (11) Australka Margaret Smith Court (1960. – 1966., 1969. – 1971., 1973.)

## Pobjednici
- Tenisači (pojedinačno)
- Tenisačice (pojedinačno)
- Tenisači (parovi)
- Tenisačice (parovi)
- Mješoviti parovi

## Vanjske poveznice
- Službena stranica